# Ми-17
Ми-17 (НАТО класификација ), je совјетски средњи двомоторни транспортни хеликоптер, који такође може да буде и наоружан. Служи за тактички ваздушни транспорт људства и материјала, за превожење хеликоптерског десанта и ватрену подршку. Израђује се у фабрикама у Казању и Улан-Удеу. Посаду чине три члана - леви и десни пилот и механичар летач. Ми-17 је модернизована извозна верзија хеликоптера Ми-8.

## Пројектовање и развој
Развој хеликоптера Ми-17 је засноване на Ми-8, који је у то време био у експлоатацији преко 40 година. Резултат ових напора је стварање нове летелице, код које су сачуване све главне предности Ми-8: успешан дизајн, висок ниво перформанси лета и поузданост током рада у широком температурном опсегу (од -50 °C до + 50 °C), једноставност у одржавању, а такође и знатно нижа цена, у поређењу са конкуренцијом.
Главна карактеристика Ми-17, у поређењу са Ми-8, била је уградња снажнијих мотора, савремена авионика и низ уређаја и опреме која је побољшала безбедност лета и борбену жилавост. Још једна карактеристика овог модела био је пренос задњег ротора на леву страну, што је побољшало перформансе лета Ми-17, посебно плафон и брзину успона.

### Технички опис
Ми-17 је двомоторни хеликоптер, са једним петокраким главним ротором. Ротор је са три степена слободе закретања, у функцији управљања са вектором силе узгона, у току лета. Кракови елисе ротора, израђени су од легуре алуминијума, а опремљени су са системом за одлеђивање, са мануелним и аутоматским регулисањем. У случају отказа једног од мотора, нормално се лети са преосталим другим у најближу базу за слетање.
Стални резервоари горива имају запремину од 1.870 литара, а допунски још 1.830 литара. Резервоари горива су самозаптивајући, у случају механичког оштећења нанета смеша на унутрашњим зидовима затвара отворе, у циљу спречавања истицања горива.
Стајни трап је система трицикл са једном предњом ногом и две позади. На предњој нози су удвојени управљиви точкови а на задњим ногама је по један точак. Гуме су нископритисне а свака нога има амортизациони систем. Све ноге стајног трапа су независне.

### Варијанте
- Ми-17 - стандардна верзија,
- Ми-17ППА - верзија за електронско ратовање,
- Ми-17-1ВА - санитет,
- Ми-17АМТС - јуришна верзија,
- Ми-17МД - транспортни (карго) са бочним клизним вратима и теретном рампом,
- Ми-17КФ - хеликоптер опремљен Ханивеловим моторима за канадску компанију.

## Оперативно коришћење
Хеликоптер Ми-8 је захваљујући својим квалитетима освојио светско тржиште ове класе хеликоптера. Ми-17 фактички врши замену дотрајалих Ми-8, што је знатно повољнија позиција када је у питању пласман овог хеликоптера.

## Коришћење у Србији
Два хеликоптера Ми-17 су купљени 1997. године за потребе Јединице за специјалне операције ресора државне безбедности. Ови хеликоптери су купљени као половни један је произведен 1989. а други 1991. године. Војска Србије је ова два хеликоптера преузела 2006. године, ремонтовала их је 2010 и укључила их у свој оперативни састав. Један од ових хеликоптера број 12551 је пао 13. марта 2015. у непосредној близини аеродрома "Никола Тесла" и том приликом је погинуло седморо људи.
Октобра месеца 2019. године Војска Србије је набавила још два а у току децембра 2019. још три хеликоптера Ми-17V-5.

## Корисници
| - Русија - Абхазија - Азербејџан - Алжир - Аргентина, - Јерменија - Ангола - Авганистан - Бангладеш - Белорусија - Бугарска - Босна и Херцеговина - Буркина Фасо - Бутан - Венецуела - Мађарска | - Вијетнам - Гана - Немачка - Грузија - Џибути - Замбија - Египат - Индија - Индонезија - Ирак - Иран - Казахстан - Киргистан - Кина - Северна Кореја - Колумбија - Куба | - Летонија - Литванија - Естонија - Македонија - Мексико - Молдавија - Монголија - Непал - Нигерија - Никарагва - Пакистан - Пољска - Перу - Румунија - Сирија - Србија - Словенија | - Судан - Сједињене Америчке Државе - Сијера Леоне - Таџикистан - Туркменистан - Турска - Украјина - Узбекистан - Чад - Црна Гора - Чешка - Хрватска - Еквадор - Еритреја - Јужна Осетија - Јужна Африка - Уједињене нације |  |